# Episodi di Alice Nevers - Professione giudice (seconda stagione)
La seconda stagione della serie televisiva Alice Nevers - Professione giudice è composta da tre episodi di circa 90 minuti, trasmessi per la prima volta da TF1 dal 29 settembre 2003 al 7 giugno 2004. In Italia la stagione è stata trasmessa su Rai 3 dal 1° al 15 luglio 2010.
| nº | Titolo originale        | Titolo italiano      | Prima TV Francia  | Prima TV Italia |
| -- | ----------------------- | -------------------- | ----------------- | --------------- |
| 1  | Mort en salle           | Omicidio in palestra | 29 settembre 2003 | 1º luglio 2010  |
| 2  | Mort d'une fille modèle | Morte di una modella | 3 maggio 2004     | 22 luglio 2010  |
| 3  | Les risques du métier   | Rischi del mestiere  | 7 giugno 2004     | 15 luglio 2010  |

## Omicidio in palestra
- Titolo originale: Mort en salle
- Diretto da: Stephane Kappes
- Scritto da: Thierry Aguila e Vincent Costi

### Trama
Un comproprietario di un club sportivo, viene trovato morto nella sala pesi di una palestra. Alice sospetta insieme a Romance e Guérand della fidanzata della vittima, che aveva scoperto il compagno tra le braccia di un'altra ragazza.

## Morte di una modella
- Titolo originale: Mort d0une fille modéle
- Diretto da: Patrick Pubel
- Scritto da: Martin Brossollet e Laurent Vachaud

### Trama
Una ex modella ceca viene ritrovata cadavere in un terreno abbandonato e l'ex amante della vittima diventa il principale sospettato, però Alice scopre delle alcune attività illegali dell'agenzia della vittima e al suo capo autoritario.

## Rischi del mestiere
- Titolo originale: Les risques du métier
- Diretto da: Patrick Pubel
- Scritto da: Jean Palculete

### Trama
Il tenente della sezione anti-gang viene ucciso mentre rintracciava un criminale sospettato di traffico di slot machine. Alice e il commissario Duval, capo della brigata anti-gang, annunciato la notizia alla moglie. Per Duval, il colpevole è Ravier, anche se quest'ultimo ha un alibi inattaccabile, ed è pronto a tutto pur di fagli spifferare la verità.